# ازدنیک پوتسکا
ازدنیک پوتسکا (چکی: Zdeněk Pecka; ۶ فوریهٔ ۱۹۵۴ – ۳۰ ژانویهٔ ۲۰۲۴) قایقران روئینگ اهل چکسلواکی بود.
وی در مسابقات کشوری و بین‌المللی در مجموع برندهٔ ۲ مدال نقره، ۳ مدال برنز شده‌است.